# Hybridation in situ

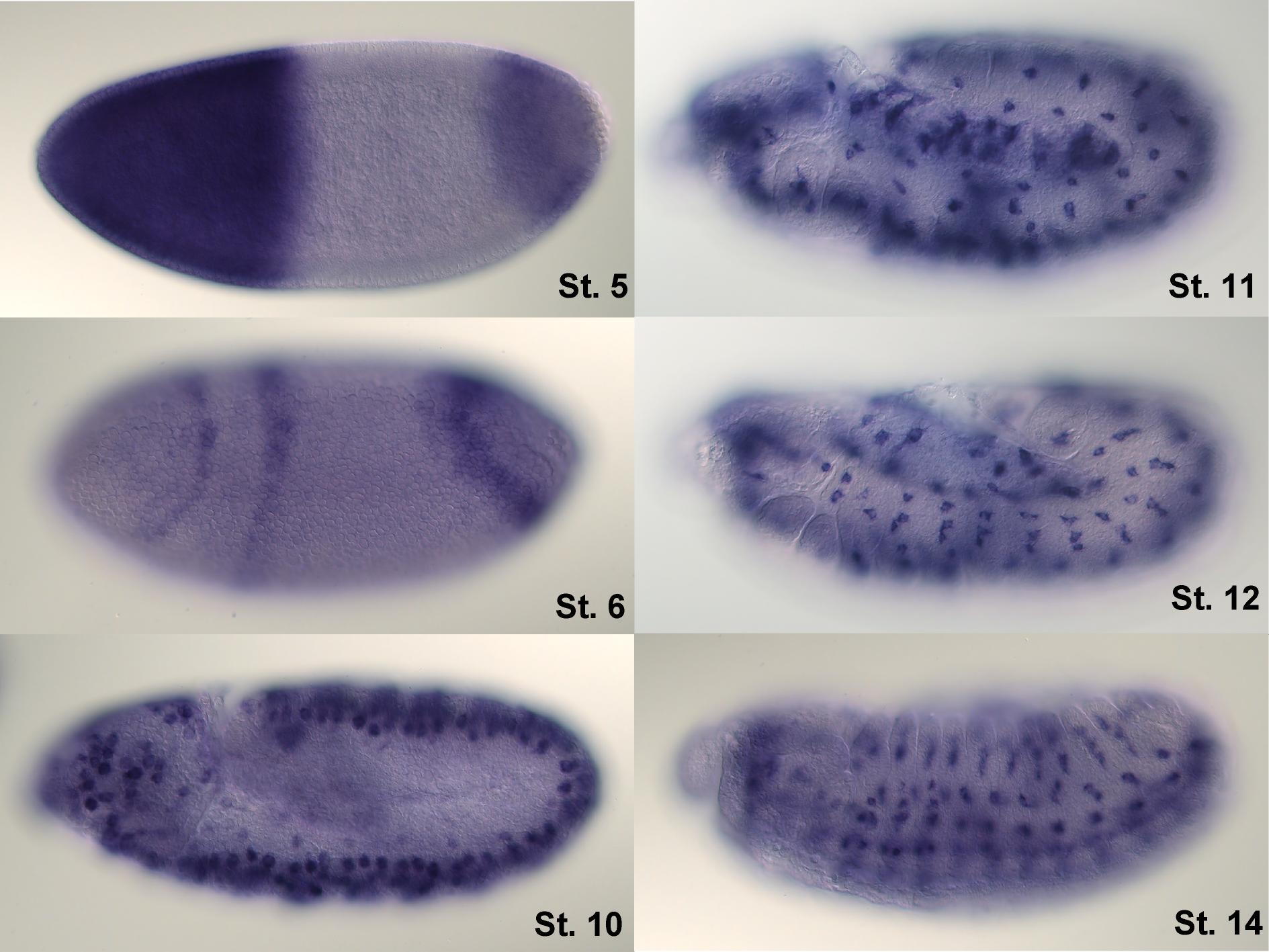
Hybridation in situ sur une drosophile "Wild type" pour l'ARN du gène Hunchback

Pour les articles homonymes, voir Hybridation, In situ et HIS.
 (décembre 2016).
Si vous disposez d'ouvrages ou d'articles de référence ou si vous connaissez des sites web de qualité traitant du thème abordé ici, merci de compléter l'article en donnant les références utiles à sa vérifiabilité et en les liant à la section « Notes et références ».
L'hybridation in situ (HIS) est une technique de laboratoire pour localiser une séquence de nucléotides connue mono-brin (ARN ou ADN) sur une coupe histologique de tissu.
Cette technique repose sur la complémentarité des bases nucléiques entre elles (en effet, si l'on place dans un même milieu deux mono-brins inverses complémentaires, ils vont naturellement se rapprocher pour former une hélice).
Ainsi, pour pouvoir localiser une molécule d'ADN ou ARN, on doit :
1. la dénaturer en la chauffant (la séquence double brin (en hélice) devient mono-brin) ;
2. choisir une sonde complémentaire de la séquence cible ;
3. marquer la sonde (pour qu'on puisse la repérer et la visualiser).

## Marquage de la sonde
On peut marquer la sonde grâce à :
- Des isotopes radioactifs comme le tritium H³, P32 ou S35 qu'on peut révéler par autoradiographie ;

- Des produits fluorescents (on parle alors d'hybridation in situ en fluorescence (FISH)), qu'on révèle grâce à la microscopie à fluorescence ;

- Des haptènes, biotine ou digoxygénine, qu'on peut révéler avec de l'avidine ou de la streptavidine, ou encore avec des anticorps marqués par une enzyme ;

- Des enzymes, qu'on révèle à l'aide de son substrat.

L'HIS est également réalisable en microscopie électronique en utilisant un marquage à l'or colloïdal avec plusieurs tailles de grains possibles (0,8  à   20 nm).

## Conclusion
La méthode d'hybridation in situ consiste à utiliser une sonde fluorescente, radioactive, etc., qui reconnaît spécifiquement une séquence nucléique complémentaire, comme un ARN messager recherché. Dans ce cas, elle se fixe sur l’ARN messager s'il est présent dans la cellule. La présence d'un signal fluorescent, ou radioactif, etc., révèle alors que la sonde s'est bien fixée sur sa cible. Cette dernière devient donc visible.